# Hugo Falkenheim (Mediziner)

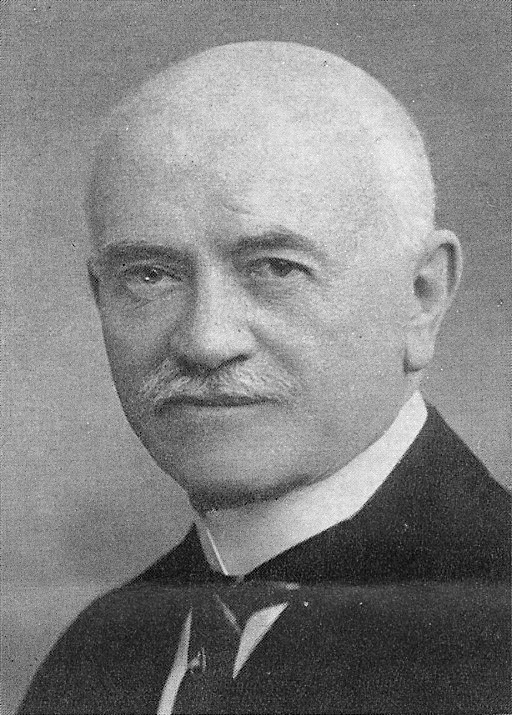
Hugo Falkenheim

Hugo Falkenheim (* 4. September 1856 in Preußisch Eylau, Ostpreußen; † 22. September 1945 in Rochester (New York)) war ein deutscher Internist, Pädiater, Sanitätsoffizier und Hochschullehrer.

## Leben
Falkenheim studierte Medizin an der Albertus-Universität Königsberg und der Kaiser-Wilhelms-Universität Straßburg. Im Wintersemester 1874/75 wurde er Mitglied der Burschenschaft Germania Königsberg. 1880 als Arzt approbiert, wurde er 1881 in Königsberg zum Dr. med. promoviert. Zunächst in Wien und Leipzig, kehrte er 1882 nach Königsberg zurück. Bei Bernhard Naunyn in der Königsberger Universitätsklinik ausgebildet, habilitierte er sich 1885 für Innere Medizin. Nachfolger Naunyns wurde 1888 Ludwig Lichtheim, der sofort seinen beiden Oberärzten Julius Schreiber und Hugo Falkenheim eigenständige Funktionsabteilungen innerhalb der Medizinischen Klinik übertrug. Bei seinem zunehmenden Interesse an der Pädiatrie wurde er demnach 1888 mit der Vertretung der Kinderheilkunde als Lehrfach an der Albertina betraut. 1896 erhielt er ein Extraordinariat. 
Er übernahm Vorlesungen vor Studenten und legte somit in Königsberg den Grundstein für ein eigenständiges Lehrfach für Kinderheilkunde.  Insbesondere die bis dahin hohe Sterblichkeit der Säuglinge verlangte nach einer eigenständigen Kinderheilkunde. 1895 wurde die von ihm geleitete Kinderpoliklinik als Universitätspoliklinik für Kinderkrankheiten anerkannt. Ein Ordinariat für Kinderheilkunde gab es erst ab 1921, welches von Anbeginn bis 1924 an Falkenheim fiel. Unterstützt wurde Falkenheim von der auf Besserung der Situation drängenden Königsberger Gesundheitsfürsorge. Er erkannte alsbald, dass befriedigende Fortschritte ohne ein eigenes Kinderkrankenhaus nicht zu erreichen sein würden. Über einen von ihm 1907 gegründeten Verein für Säuglingsschutz erreichte Falkenstein 1912 von der Stadt die verbindliche Zusage, mit der Planung der Errichtung eines Kinderkrankenhauses beginnen zu dürfen. Dieses Haus am Volkspark unterhalb der Sternwarte Königsberg, Steindammer Wall 43/44, wurde im Juli 1916 als Wilhelm- und Auguste-Viktoria-Krankenhaus seiner Bestimmung übergeben.

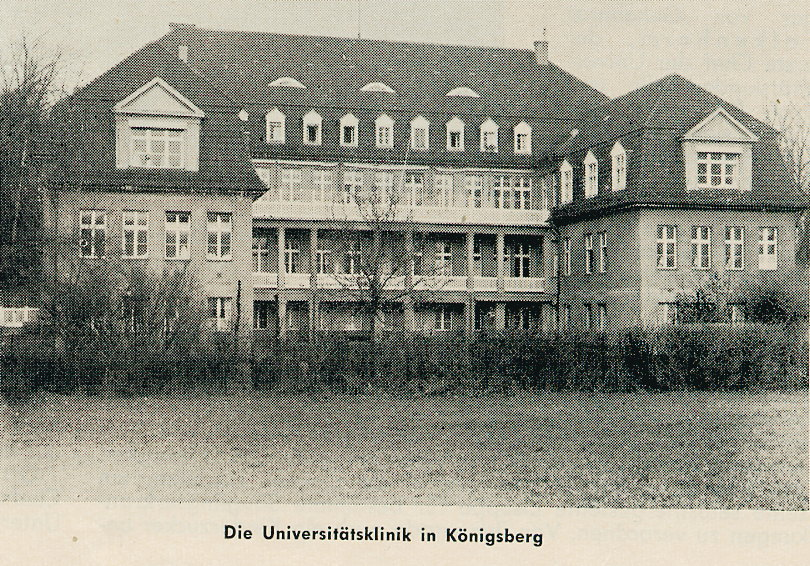
Universitätskinderklinik Königsberg

In der Weimarer Republik berief ihn die Albertina erst 1921 – im Alter von 65 Jahren – auf den Lehrstuhl für Pädiatrie. Wie einem Bericht der Assistenzärztin L. Teichert zu entnehmen ist, wurde Falkenheim „wohl“ aus religiösen Gründen das Ordinariat nur zögerlich übertragen. 
Zugleich leitete er über 40 Jahre, von 1895 bis 1935, die Innere Abteilung und die Kinderstation des St. Elisabeth-Krankenhauses. 1926 wurde er mit 72 Jahren pensioniert. 
Von 1915 bis zum Ende des Ersten Weltkrieges war er Chefarzt des Festungshilfslazaretts VI in Königsberg. Seit 1916 Geheimer Medizinalrat, wurde er 1922 in der Reichswehr Generaloberarzt der Reserve.  In Königsberg gehörte Falkenheim 1908 zu den Gründern des Centralvereins deutscher Staatsbürger jüdischen Glaubens. 1928 wählte ihn die Jüdische Gemeinde Königsberg zum Vorsitzenden.

„Mit einer achtunggebietenden Haltung und mit eiserner Energie sorgte der fast Achtzigjährige für die Auswanderung des allergrößten Teils seiner Gemeinde.“

Den Vorsitz behielt Falkenheim bis 1941. Im Oktober musste er unter Zurücklassung seines ganzen Besitzes auswandern. Im verschlossenen Wagen ließ er sich nach Barcelona befördern und konnte von dort aus mit einem kleineren Frachtdampfer nach Havanna auf Kuba emigrieren. Mit seinem Sohn Curt Falkenheim begab er sich 1942 nach Rochester, wo er 1945 verstarb.